# Paquet IPv6

Exemple d'adreça IPv6

Un paquet IPv6 és l'entitat de missatge més petita que s'intercanvia mitjançant el protocol d'Internet versió 6 (IPv6). Els paquets consisteixen en informació de control per a l'adreçament i l'encaminament i una càrrega útil de dades d'usuari. La informació de control dels paquets IPv6 es subdivideix en una capçalera fixa obligatòria i capçaleres d'extensió opcionals. La càrrega útil d'un paquet IPv6 és normalment un datagrama o un segment del protocol de capa de transport de nivell superior, però pot ser dades per a una capa d'Internet (per exemple, ICMPv6) o una capa d'enllaç (per exemple, OSPF).
Els paquets IPv6 es transmeten normalment a través de la capa d'enllaç (és a dir, a través d'Ethernet o Wi-Fi), que encapsula cada paquet en una trama. Els paquets també es poden transportar mitjançant un protocol de túnel de capa superior, com ara IPv4 quan s'utilitzen tecnologies de transició 6to4 o Teredo.
A diferència d'IPv4, els encaminadors no fragmenten paquets IPv6 més grans que la unitat de transmissió màxima (MTU), és responsabilitat exclusiva del node d'origen. IPv6 exigeix un MTU mínim de 1.280 octets, però es recomana als amfitrions que utilitzin Path MTU Discovery per aprofitar les MTU superiors al mínim.

Capçalera IPv6

Des del juliol de 2017, l'Internet Assigned Numbers Authority (IANA) és responsable de registrar tots els paràmetres IPv6 que s'utilitzen a les capçaleres de paquets IPv6.

## Capçalera fixa
La capçalera fixa inicia un paquet IPv6 i té una mida de 40 octets (320 bits). Els bytes dels camps de diversos bytes estan en l'ordre de bytes de xarxa.
Versió (4 bits)
La constant de 6 (seqüència de bits0110).
Classe de trànsit (6+2 bits)
Els bits d'aquest camp contenen dos valors. Els sis bits més significatius contenen el camp de serveis diferenciats (camp DS), que s'utilitza per classificar paquets. [2] [3] Actualment, tots els camps estàndard de DS acaben amb un "0" bit. Qualsevol camp de DS que acabi amb dos "1" bits està pensat per a un ús local o experimental.

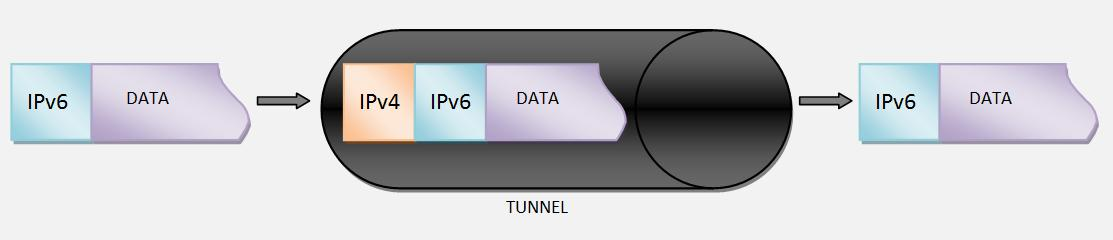
La tècnica del túnel permet transportar paquets IPv6 mitjançant el protocol IPv4.

Els dos bits restants s'utilitzen per a la Notificació de Congestió Explícita (ECN); [5] els valors de prioritat es subdivideixen en intervals: trànsit on la font proporciona control de congestió i trànsit sense control de congestió.
Etiqueta de flux (20 bits)
Un identificador d'alta entropia d'un flux de paquets entre una font i una destinació. Un flux és un grup de paquets, per exemple, una sessió TCP o un flux de mitjans. L'etiqueta de flux especial 0 significa que el paquet no pertany a cap flux (utilitzant aquest esquema). Un esquema anterior identifica el flux per adreça d'origen i port, adreça de destinació i port, protocol (valor de l'últim camp de la capçalera següent). [6] A més, s'ha suggerit que l'etiqueta de flux s'utilitzi per ajudar a detectar paquets falsificats.
Longitud de càrrega útil (16 bits)
La mida de la càrrega útil en octets, incloses les capçaleres d'extensió. La longitud s'estableix a zero quan una capçalera d'extensió Hop-by-Hop inclou una opció de càrrega útil Jumbo. [8]
Capçalera següent (8 bits)
Especifica el tipus de la següent capçalera. Aquest camp normalment especifica el protocol de capa de transport utilitzat per la càrrega útil d'un paquet. Quan hi ha capçaleres d'extensió al paquet, aquest camp indica quina capçalera d'extensió segueix. Els valors es comparteixen amb els utilitzats per al camp de protocol IPv4, ja que tots dos camps tenen la mateixa funció (vegeu Llista de números de protocol IP).
Límit de salt (8 bits)
Substitueix el camp de temps de vida a IPv4. Aquest valor es disminueix en un a cada node de reenviament i el paquet es descarta si passa a 0. Tanmateix, el node de destinació hauria de processar el paquet amb normalitat, encara que es rebi amb un límit de salt de 0.
Adreça font (128 bits)
L'adreça IPv6 unicast del node emissor.
Adreça de destinació (128 bits)
L'adreça IPv6 unicast o multicast dels nodes de destinació.
Per tal d'augmentar el rendiment, i com que la tecnologia actual de la capa d'enllaç i els protocols de la capa de transport s'assumeixen que proporcionen suficient detecció d'errors, [9] la capçalera no té una suma de verificació per protegir-la.

## Càrrega útil
Les capçaleres IPv6 fixes i opcionals van seguides per la càrrega útil de la capa superior, les dades proporcionades per la capa de transport, per exemple un segment TCP o un datagrama UDP. El camp Next Header de l'última capçalera IPv6 indica quin tipus de càrrega útil conté aquest paquet.

## Fragmentació
A diferència d'IPv4, els encaminadors IPv6 mai fragmenten els paquets IPv6. Els paquets que superen la mida de la unitat de transmissió màxima (MTU) de l'enllaç de destinació s'eliminen i aquesta condició es senyalitza amb un missatge ICMPv6 de paquet massa gran al node d'origen, de manera similar al mètode IPv4 quan s'estableix el bit No fragmentar. S'espera que els nodes finals d'IPv6 realitzin el descobriment de la ruta MTU per determinar la mida màxima dels paquets per enviar i s'espera que el protocol de la capa superior limite la mida de la càrrega útil. Si el protocol de la capa superior no pot fer-ho, l'amfitrió que envia pot utilitzar la capçalera de l'extensió del fragment.
Qualsevol capa d'enllaç de dades que transporti dades IPv6 ha de ser capaç de transmetre un paquet IP que contingui fins a 1.280 bytes, de manera que el punt final d'enviament pot limitar els seus paquets a 1.280 bytes i evitar qualsevol necessitat de fragmentació o descobriment de la ruta MTU.